# カステル・サンテリーア
カステル・サンテリーア（伊: Castel Sant'Elia）は、イタリア共和国ラツィオ州ヴィテルボ県にある、人口約2,400人の基礎自治体（コムーネ）。

## 地理

### 位置・広がり
ヴィテルボ県南東部のコムーネ。県都ヴィテルボから南東へ29kmの距離にある。

#### 隣接コムーネ
隣接するコムーネは以下の通り。括弧内のRMはローマ県所属を示す。
- チーヴィタ・カステッラーナ
- ファブリカ・ディ・ローマ
- ファレーリア
- マッツァーノ・ロマーノ (RM)
- ネーピ

### 気候分類・地震分類
カステル・サンテリーアにおけるイタリアの気候分類 (it) および度日は、zona D, 1794 GGである。
また、イタリアの地震リスク階級 (it) では、zona 3A (sismicità bassa) に分類される。